# Кенсай (Туркестанская область)
Кенсай (каз. Кеңсай) — село в Байдибекском районе Туркестанской области Казахстана. Входит в состав Борлысайского сельского округа. Код КАТО — 513647300.

## Население
В 1999 году население села составляло 587 человек (308 мужчин и 279 женщин). По данным переписи 2009 года, в селе проживали 662 человека (345 мужчин и 317 женщин).